# Liste der Baudenkmäler in Bernbeuren

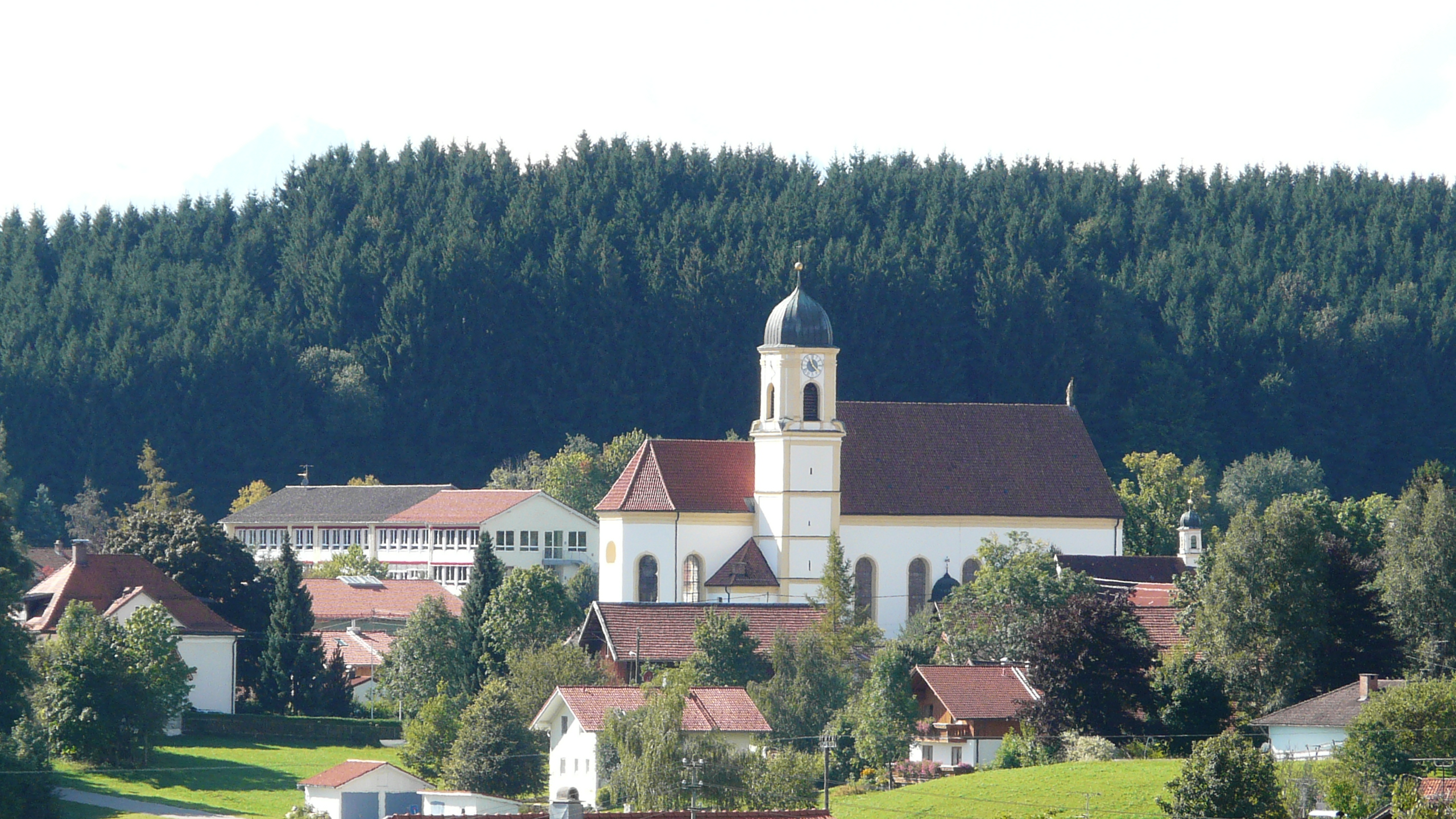
Blick auf Bernbeuren

Auf dieser Seite sind die Baudenkmäler in der oberbayerischen Gemeinde Bernbeuren zusammengestellt. Diese Tabelle ist eine Teilliste der Liste der Baudenkmäler in Bayern. Grundlage ist die Bayerische Denkmalliste, die auf Basis des Bayerischen Denkmalschutzgesetzes vom 1. Oktober 1973 erstmals erstellt wurde und seither durch das Bayerische Landesamt für Denkmalpflege geführt wird. Die folgenden Angaben ersetzen nicht die rechtsverbindliche Auskunft der Denkmalschutzbehörde.

## Ensembles

### Ensemble Auerberg

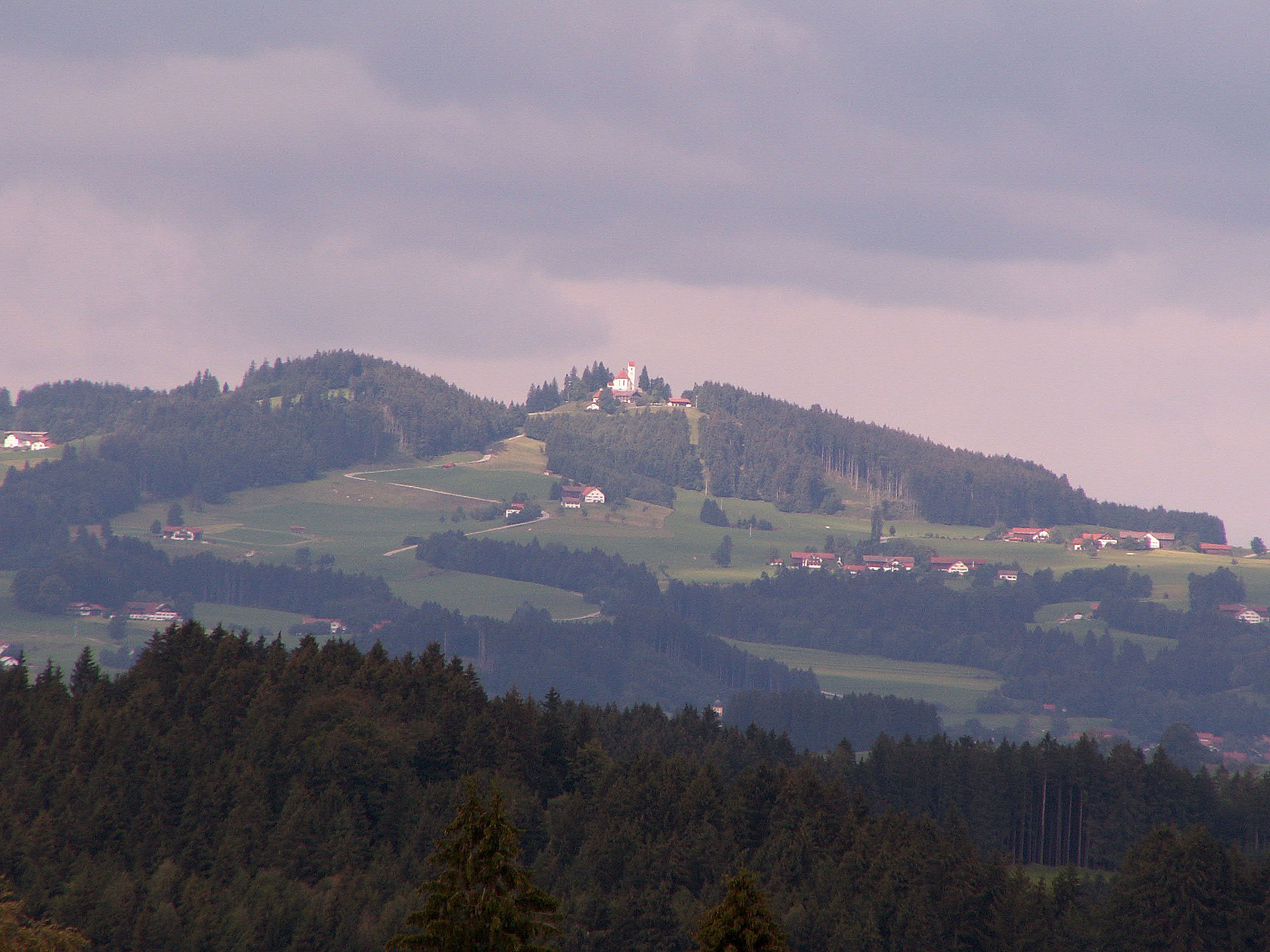

Die beiden Kuppen des weithin beherrschenden Auerbergs sind von einer römischen Ringwallanlage umschlossen, die vermutlich eine Militärstation tiberianischer Zeit zu sichern hatte. Nach Abzug der Truppen blieb der Berg offenbar besiedelt. 
Die ältesten Teile der Wallfahrtskirche, die nunmehr den einen der beiden Kuppen besetzt, gehen auf romanische Zeit zurück; sie ist Ziel einer Wallfahrt und dabei eines Georgirittes.
Aktennummer: E-1-90-114-3

### Ensemble Auerbergstraße

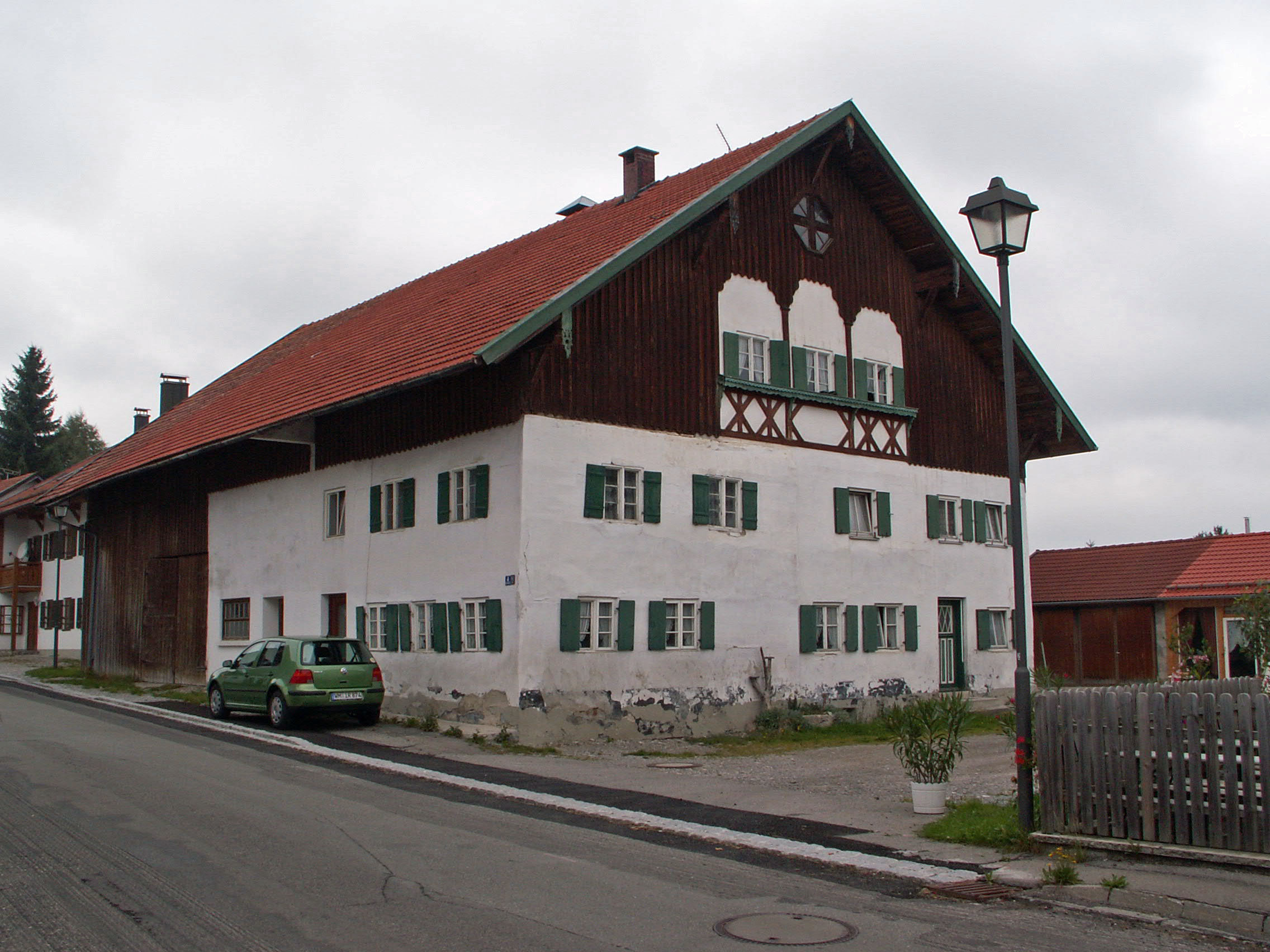

Das Ensemble umfasst einen geraden Straßenzug am westlichen Ortsrand, dessen Zeilenbebauung nach dem Ortsbrand von 1720 entstanden ist. Es handelt sich um eng aneinander gereihte Bauernhäuser, deren Traufseiten zur Straße stehen, während die Giebelseiten konsequent nach Osten gerichtet sind. Die Anwesen tragen die flachen Satteldächer des Voralpenlandes, einige der Wohnbauten sind Ständerbohlenbauten des 18. und 19. Jahrhunderts, allen Häusern sind westwärts die Wirtschaftsteile unmittelbar angeschlossen. Die Anwesen Nr. 9 und 10 haben die originale Bausubstanz der Zeit nach dem Brand von 1720 bewahrt. Aktennummer: E-1-90-114-1.

### Ensemble Ortskern Bernbeuren

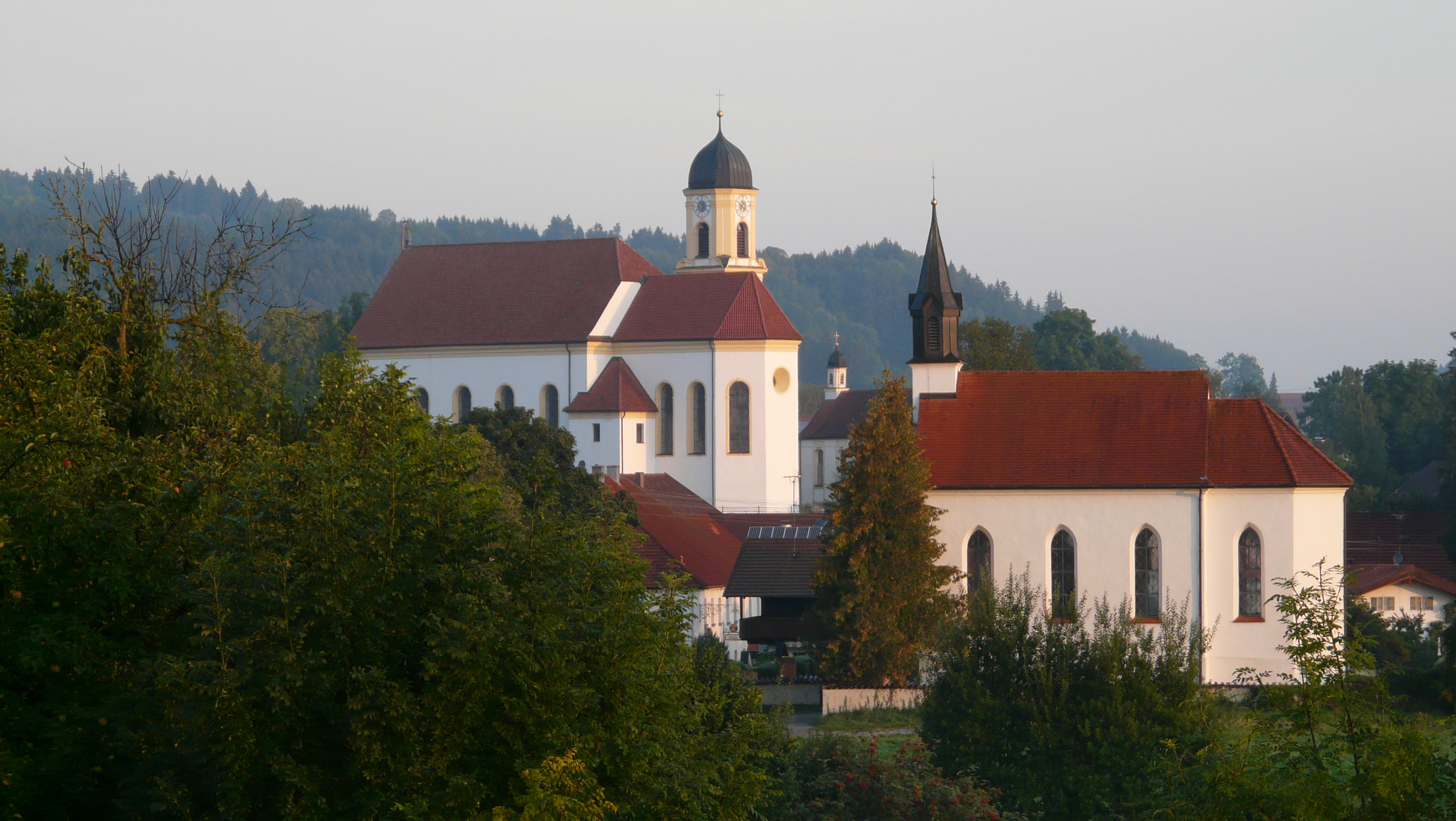

Die Urpfarrei Bernbeuren am Lechrain geht in ihrem Ursprung auf karolingische Zeit zurück. Nordwestlich der Kirche befand sich ein karolingischer Reichhof, dem eine alemannische Siedlung vorausging. Die romanischen Teile der Pfarrkirche dokumentieren die historische Bedeutung des an der alten Italienstraße längs des Lechs gelegenen Orts.
Das Ensemble umfasst den Kirchberg mit der angrenzenden Umbauung, beherrscht von der Pfarrkirche, der zwei Kapellen zugeordnet sind. Sie geht auf die Zeit nach dem großen Ortsbrand von 1720 zurück, in welcher auch durch Johann Georg Fischer bis 1723 die barocke Pfarrkirche über mittelalterlichen Teilen neu entstand. An der östlich unterhalb des Kirchbergs entlangziehenden Durchgangsstraße reihen sich locker der große Flößer-Gasthof des 18. Jahrhunderts, Pfarrhof und Pfarrstadel, Schmiede und zwei Bauernanwesen, in die Gräben nördlich und südlich des Kirchbergs sind kleine Bauern- und Handwerkeranwesen des 18. und 19. Jahrhunderts eingelagert. Westlich der Kirche schließen sich das Gemeindehaus, ein Bauernanwesen und ein Gasthaus an.
Aktennummer: E-1-90-114-2

## Baudenkmäler nach Ortsteilen

### Bernbeuren
| Lage                                    | Objekt                                                                                       | Beschreibung | Akten-Nr.               | Bild                                                                                    |
| --------------------------------------- | -------------------------------------------------------------------------------------------- | --- | ----------------------- | --------------------------------------------------------------------------------------- |
| Am Graben 6 (Standort)                  | ehemals Bauernhof, sogenannt beim Metzger                                                    | dreigeschossiger, verputzter Ständerbau mit flachem Satteldach, im Kern 2. Hälfte 18. Jahrhundert, später verändert | D-1-90-114-55 Wikidata  | ehemals Bauernhof, sogenannt beim Metzger                                               |
| Auerbergstraße 9 (Standort)             | Wohnteil des ehemaligen Bauernhofes, sogenannt beim Marxer Schäffler bzw. Marxer Wendel      | zweigeschossiger Traufseitbau mit flachem Satteldach und Obergeschoss in Holzständerbauweise, nach 1720 | D-1-90-114-6 Wikidata   | Wohnteil des ehemaligen Bauernhofes, sogenannt beim Marxer Schäffler bzw. Marxer Wendel |
| Auerbergstraße 10 (Standort)            | ehemals Bauernhof, sogenannt beim Leacher                                                    | zweigeschossiger, verputzter Mittertennbau mit flachem Satteldach, Anfang 18. Jahrhundert | D-1-90-114-7 Wikidata   | ehemals Bauernhof, sogenannt beim Leacher                                               |
| Burgstraße (Standort)                   | Dorfbrunnen                                                                                  | gusseiserner Laufbrunnen mit quadratischem Becken, neugotische Gestaltung, bezeichnet 1862 | D-1-90-114-12 Wikidata  | Dorfbrunnen                                                                             |
| Burgstraße 2 (Standort)                 | Wandbild am sogenannten Wanger-Hof                                                           | Kopie der Wessobrunner Madonna im Medaillon, um 1800, mehrfach erneuert | D-1-90-114-9 Wikidata   | Wandbild am sogenannten Wanger-Hof                                                      |
| Burgstraße 10 (Standort)                | Hausfiguren                                                                                  | am Ostgiebel des sogenannten Grill-Hofs, Kruzifix mit schmerzhafter Muttergottes, Holz, 1. Hälfte 18. Jahrhundert | D-1-90-114-10 Wikidata  | Hausfiguren                                                                             |
| Burgstraße 23 (Standort)                | Wohnteil des Kleinbauernhauses, sogenannt beim Heigl                                         | zweigeschossiger, verputzter Ständerbau mit flachem Satteldach, 1777 | D-1-90-114-11 Wikidata  | Wohnteil des Kleinbauernhauses, sogenannt beim Heigl                                    |
| Füssener Straße, Sonnenbichl (Standort) | Dorfbrunnen                                                                                  | gusseiserner Laufbrunnen mit quadratischem Becken und neugotischer Gestaltung, bezeichnet 1861 | D-1-90-114-20 Wikidata  | Dorfbrunnen                                                                             |
| Füssener Straße 3 (Standort)            | Ehemaliges Bauernhaus                                                                        | zweigeschossiger Satteldachbau, 18. Jh., Umbau Mitte 19. Jh. | D-1-90-114-73           | Ehemaliges Bauernhaus                                                                   |
| Füssener Straße 6 (Standort)            | Gasthaus                                                                                     | zweigeschossiger Putzbau auf hohem Kellergeschoss mit steilem Satteldach und seitlicher Erweiterung mit Satteldach, im Kern 18. Jahrhundert                                                                                          | D-1-90-114-13 Wikidata  | Gasthaus                                                                                |
| Füssener Straße 9 (Standort)            | Wohnhaus, ehemals mit Schmiede, sogenannt beim Schwetterschmied                              | schmaler, zweigeschossiger Satteldachbau auf hohem Kellergeschoss, verputzter Ständerbau, im Kern 17. Jahrhundert | D-1-90-114-15 Wikidata  | Wohnhaus, ehemals mit Schmiede, sogenannt beim Schwetterschmied                         |
| Füssener Straße 12 (Standort)           | Ehemaliger Pfarrstallstadel                                                                  | Zweigeschossiger offener Ständerbau mit Bundwerk, verbrettertem Giebel und einhüftigem Flachsatteldach, 1730. | D-1-90-114-17 zugehörig | Ehemaliger Pfarrstallstadel                                                             |
| Füssener Straße 13 (Standort)           | ehemals Bauernhof, sogenannt beim Lauenschuster                                              | zweigeschossiger Einfirsthof mit Satteldach, verputzter Ständerbau mit Mittertenne, dendro.dat. 1721 | D-1-90-114-52 Wikidata  | ehemals Bauernhof, sogenannt beim Lauenschuster                                         |
| Füssener Straße 14 (Standort)           | Ehemaliger Pfarrhof                                                                          | Pfarrhaus, zweigeschossiger Putzbau mit Satteldach und Traufgesims, wohl von Johann Georg Fischer, 1724/25. | D-1-90-114-17           | weitere Bilder                                                                          |
| Füssener Straße 21 (Standort)           | ehemals Bauernhof, sogenannt beim Färber                                                     | zweigeschossiger Einfirsthof mit flachem Satteldach und Hakenschopf, verputzter Ständerbau, 2. Hälfte 18. Jahrhundert | D-1-90-114-19 Wikidata  | ehemals Bauernhof, sogenannt beim Färber                                                |
| Füssener Straße 31 (Standort)           | Friedhofskapelle                                                                             | neugotischer Saalbau mit stark eingezogenem Polygonalchor, Vorzeichen und Giebelreiter, 1866/67; mit Ausstattung; Leichenhaus, neuklassizistischer Walmdachbau mit Portikus und großem Schaugiebel, um 1910                          | D-1-90-114-29 Wikidata  | weitere Bilder                                                                          |
| Lange Gasse 8 (Standort)                | Ehemaliges Benfiziatenhaus                                                                   | zweigeschossiger, verputzter Einfirsthof mit Satteldach, teilweise Fachwerk, Wirtschaftsteil partiell erneuert, erste Hälfte 18. Jahrhundert                                                                                         | D-1-90-114-58 Wikidata  | Ehemaliges Benfiziatenhaus                                                              |
| Lange Gasse 13 (Standort)               | Mittertennhof                                                                                | zweigeschossiger Verputzbau mit Satteldach, im Kern 18. Jahrhundert, Umbau um 1900 | D-1-90-114-59 Wikidata  | Mittertennhof                                                                           |
| Marktplatz (Standort)                   | Kriegerdenkmal                                                                               | Mariensäule auf hohem Postament, flankiert von zwei Figurengruppen, von Martin Kraut, 1924 | D-1-90-114-47 Wikidata  | Kriegerdenkmal                                                                          |
| Marktplatz 2 (Standort)                 | ehemals Richterhaus, dann Gasthof                                                            | zweigeschossiger Einfirsthof mit Satteldach, im Kern mittelalterlich, Umbau nach 1720 | D-1-90-114-57 Wikidata  | ehemals Richterhaus, dann Gasthof                                                       |
| Marktplatz 5 (Standort)                 | Kapelle St. Mariä Heimsuchung                                                                | barocker kleiner Saalbau mit stark eingezogenem Polygonalchor, angefügter Sakristei und Giebelreiter mit Glockenhaube, 1728; mit Ausstattung                                                                                         | D-1-90-114-2 Wikidata   | weitere Bilder                                                                          |
| Marktplatz 5, 6 (Standort)              | Lourdeskapelle                                                                               | kleiner ungegliederter Satteldachbau mit Traufgebälk, 1893; mit Ausstattung | D-1-90-114-3 Wikidata   | weitere Bilder                                                                          |
| Marktplatz 6 (Standort)                 | Katholische Pfarrkirche St. Nikolaus                                                         | ungegliederter Saalbau mit stark eingezogenem Polygonalchor, angefügter Sakristei und nördlichem Chorwinkelturm, Turmunterbau romanisch, Chor im Kern spätgotisch, Langhaus-Neubau von Johann Georg Fischer 1720/23; mit Ausstattung | D-1-90-114-1 Wikidata   | weitere Bilder                                                                          |
| Marktplatz 8 (Standort)                 | Hauskreuz des sogenannten Buffeler-Hofs                                                      | lebensgroßer barocker Korpus von Anton Sturm, um 1740/50, neubarockes Kreuz 1920 | D-1-90-114-23 Wikidata  | Hauskreuz des sogenannten Buffeler-Hofs                                                 |
| Marktplatz 10, 14 (Standort)            | ehemals Schmiede, dann Schulhaus                                                             | zweigeschossiger Putzbau mit Flachsatteldach, eingezogenem Tennenteil und Kerbschnitzerei, 2. Hälfte 18. Jahrhundert, um Schulräume erweitert 1802                                                                                   | D-1-90-114-24 Wikidata  | BW                                                                                      |
| Mühlenstraße 5 (Standort)               | ehemals Dorfmühle, sogenannt beim Lieblemüller                                               | zweigeschossiger, verputzter Einfirsthof mit flachem Satteldach und Tennenbundwerk, 1777 | D-1-90-114-27 Wikidata  | ehemals Dorfmühle, sogenannt beim Lieblemüller                                          |
| Mühlenstraße 9 (Standort)               | ehemals Kleinbauernhaus, sogenannt beim Kübele bzw. Haf, jetzt Auerbergmuseum im Kiebelehaus | zweigeschossiges, verputztes Wohnstallhaus mit steilem Satteldach, in Ständerbauweise, dendro.dat. 1720, Dacherneuerung um 1879, zweigeschossige Widerkehr um 1900 angebaut                                                          | D-1-90-114-49 Wikidata  | weitere Bilder                                                                          |
| Pfeifferstraße, Lechweg (Standort)      | Kruzifix                                                                                     | gusseiserner Korpus auf Holzkreuz, in rechteckiger Einfriedung, wohl 19. Jahrhundert | D-1-90-114-50 Wikidata  | Kruzifix                                                                                |
| Pfeifferstraße 2 (Standort)             | ehemals Gerberei, sogenannt beim Gerber                                                      | zweigeschossiger, verputzter Einfirsthof mit steilem Satteldach und Aufzugsöffnungen im Giebel sowie neugotischen Schnitztüren, gewölbte Gerberwerkstatt, 3. Viertel 19. Jahrhundert                                                 | D-1-90-114-28 Wikidata  | ehemals Gerberei, sogenannt beim Gerber                                                 |
| Postweg 8 (Standort)                    | Kruzifix                                                                                     | gusseiserner Korpus auf neugotischem Kreuz, mit Sandsteinsockel, 19. Jahrhundert | D-1-90-114-51 Wikidata  | weitere Bilder                                                                          |

### Auerberg
| Lage                  | Objekt                                             | Beschreibung | Akten-Nr.              | Bild           |
| --------------------- | -------------------------------------------------- | --- | ---------------------- | -------------- |
| Auerberg 3 (Standort) | Katholische Filial- und Wallfahrtskirche St. Georg | kleiner ungegliederter Saalbau auf der Kuppe des Auerbergs, mit polygonalem Chorschluss und nördlichem Flankenturm mit Satteldach, Turm romanisch, spätgotischer Chor 1497, Langhaus wohl nach 1648; mit Ausstattung; Friedhofsmauer, Bruchstein, im Kern spätmittelalterlich | D-1-90-114-30 Wikidata | weitere Bilder |
| Auerberg 4 (Standort) | Wohnhaus                                           | Eingeschossiger Massivbau mit Schopfwalmdach, Kniestock, traufseitigem Laubenrisalit, holzverkleideten Giebeln, einseitig verschindelter Giebelfassade und Putzgliederung, 1907, Umbau um 1920.                                                                               | D-1-90-114-68          | Wohnhaus       |

### Andere Ortsteile
| Lage                                         | Objekt                                                        | Beschreibung | Akten-Nr.              | Bild                                                          |
| -------------------------------------------- | ------------------------------------------------------------- | --- | ---------------------- | ------------------------------------------------------------- |
| Echerschwang Echerschwang 5 (Standort)       | Kapelle St. Erasmus                                           | hoher Saalbau mit flachen Rechtecknischen, stark eingezogener Apsis und schmalem Westturm mit Glockenhaube, von Johann Georg Fischer, 1730/31; mit Ausstattung                             | D-1-90-114-34 Wikidata | weitere Bilder                                                |
| Eschach Halde in der Flur Eschach (Standort) | Votivkapelle St. Magnus                                       | schlichter kleiner Saalbau mit dreiseitigem Chorschluss und Dachreiter, 1727; mit Ausstattung                                                                                              | D-1-90-114-33 Wikidata | weitere Bilder                                                |
| Greuwang Greuwang 3 (Standort)               | Einfirsthof, sogenannt beim Hans bzw. Deisberger              | zweigeschossiger verputzter Ständerbau mit flachem Satteldach, wohl 17. Jahrhundert | D-1-90-114-35 Wikidata | BW                                                            |
| Günther In Günther (Standort)                | Kapelle St. Johann Nepomuk                                    | schlichter Saalbau mit eingezogener Apsis, Giebelreiter mit Spitzhelm und Vorzeichen, 1728/32; mit Ausstattung                                                                             | D-1-90-114-36 Wikidata | weitere Bilder                                                |
| Hinterlangegg Hinterlangegg 1 (Standort)     | Wohnteil des sogenannten Voglmichl-Hofs                       | zweigeschossiges Kleinbauernhaus mit flachem Satteldach, 2. Hälfte 18. Jahrhundert | D-1-90-114-37 Wikidata | Wohnteil des sogenannten Voglmichl-Hofs                       |
| Hintertharren Hintertharren 1 (Standort)     | Einfirsthof, sogenannt beim Hintertharrer                     | zweigeschossiger Putzbau mit flachem Satteldach und Hakenschopf, wohl 1812 | D-1-90-114-38 Wikidata | Einfirsthof, sogenannt beim Hintertharrer                     |
| Kienberg Kienberg 14 (Standort)              | Kapelle St. Michael                                           | barocker Saalbau mit stark eingezogener Apsis und Fassadenturm, von Johann Georg Fischer, um 1730; mit Ausstattung                                                                         | D-1-90-114-39 Wikidata | weitere Bilder                                                |
| Langegg Langegg 4 (Standort)                 | Wohnteil des Einfirsthofs, sogenannt beim Märtele             | zweigeschossiger Putzbau mit flachem Satteldach und Blockbau-Kniestock, Ende 18. Jahrhundert                                                                                               | D-1-90-114-40 Wikidata | Wohnteil des Einfirsthofs, sogenannt beim Märtele             |
| Reisgang Reisgang 12 (Standort)              | Kapelle Mariä Heimsuchung                                     | kleiner schlichter Putzbau mit stark eingezogenem Polygonalchor und Westturm, 1659, erweitert 1844; mit Ausstattung                                                                        | D-1-90-114-41 Wikidata | weitere Bilder                                                |
| Ried Auf'm Rieder (Standort)                 | Bildstock                                                     | Granitsäule mit Bildlaterne und bekrönendem Eisenkreuz, um 1825/30 | D-1-90-114-54 Wikidata | Bildstock                                                     |
| Ried Ried 8 (Standort)                       | Getreidekasten                                                | Zugehörig eingebauter Getreidekasten, bezeichnet 1685 | D-1-90-114-42 Wikidata | BW                                                            |
| Ried Im tiefen Türle (Standort)              | Mariensäule                                                   | historisierende Muttergottesfigur auf hoher Säule mit Postament, bezeichnet 1857 | D-1-90-114-53 Wikidata | Mariensäule                                                   |
| Riedhof Riedhof 2 (Standort)                 | Einfirsthof, sogenannt beim Schmölz                           | breitgelagerter zweigeschossiger Putzbau mit Flachsatteldach und drei großen Medaillonfresken, 2. Hälfte 18. Jahrhundert, erdgeschossiger Getreidekasten im Hakenschopf, bezeichnet 1743   | D-1-90-114-43 Wikidata | Einfirsthof, sogenannt beim Schmölz                           |
| Riedhof Riedhof 6 (Standort)                 | Ehemals Meierhof des Klosters Steingaden, sogenannt beim Moar | breitgelagerter zweigeschossiger Einfirsthof mit Flachsatteldach und reicher Lüftlmalerei, 1. Hälfte 18. Jahrhundert, im Hakenschopf obergeschossiger Getreidekasten, wohl 16. Jahrhundert | D-1-90-114-44 Wikidata | Ehemals Meierhof des Klosters Steingaden, sogenannt beim Moar |
| Voglegg Voglegg 22 (Standort)                | Einfirsthof, sogenannt beim Vögele                            | verputzter zweigeschossiger Ständerbau mit Flachsatteldach und verbrettertem Wirtschaftsteil, 1. Hälfte 18. Jahrhundert                                                                    | D-1-90-114-56 Wikidata | Einfirsthof, sogenannt beim Vögele                            |
| Wildenberg Wildenberg 1 (Standort)           | Ehemals Bauernhof, sogenannt Auf dem Kleber                   | hoch gelegener Einödhof mit aufgesteiltem Flachsatteldach, Ständerbau, im Kern Ende 17. Jahrhundert                                                                                        | D-1-90-114-46 Wikidata | Ehemals Bauernhof, sogenannt Auf dem Kleber                   |

## Ehemalige Baudenkmäler
In diesem Abschnitt sind Objekte aufgeführt, die früher einmal in der Denkmalliste eingetragen waren, jetzt aber nicht mehr. Objekte, die in anderem Zusammenhang also z. B. als Teil eines Baudenkmals weiter eingetragen sind, sollen hier nicht aufgeführt werden. Aktennummern in diesem Abschnitt sind ehemalige, jetzt nicht mehr gültige Aktennummern.

| Lage                  | Objekt               | Beschreibung                     | Akten-Nr.              | Bild                 |
| --------------------- | -------------------- | -------------------------------- | ---------------------- | -------------------- |
| Buchenberg (Standort) | Kleine Weilerkapelle | 18. Jahrhundert; mit Ausstattung | D-1-90-114-32 Wikidata | Kleine Weilerkapelle |